# Едеса (античен град в Македония)
 Тази статия е за античния град край Воден.  За града в Турция вижте Едеса.  За града в Егейска Македония, Гърция с гръцко име Едеса, вижте Воден.
Едеса (на старогръцки: Έδεσσα) е античен гръцки град, разположен край днешния град Воден (Едеса), Гърция.

## История
Във Воден са намерени останки от медната ера. През V – VII век пр.н.е. под акропола, на който е построен днешния град, в местността Лъгът (Лонгос) е разположен Долният град.
Градът процъфтява през Елинистическата епоха и е сред най-големите градове на Долна Македония заедно с Верия, Миеза, Кирос, Скидра, Пела и Европос. Важна роля за неговото развитие има и пътят Виа Егнация.
През Едеса минава северното разклонение на древния път, наречен през римско време Виа Егнация. Тит Ливий в последната 45-а книга на „Ab Urbe Condita Libri“ нарича Едеса „благороден град“. Част е от Македонското царство, а след това е присъединен към Римската империя и влиза в провинция Македония.
От управлението на Октавиан Август до 250 година в Едеса има монетен двор – един от деветте в Римска Македония. След 168 година римският град Едеса процъфтява. Каменни надписи документират, че в града има дворец на градския съвет, гимназия, храмове на Зевс, Дионис и богинята Ма. Тук се намират статуи на Артемида и Сабазий. 
Градските стени през римския период са били занемарени и почти разрушени. Когато нашествията на готите започват през III век, укрепленията както на акропола, така и в Лъгът са набързо възстановени.
След разделянето на Римската империя на две в края на IV век Едеса попада в границите на Източната римска империя и е част от екзархата на Македония и Илирия. В края на VI век започва преселването на жителите на Долния град на днешното място в стария акропол и се появява средновековният град Воден.
Долният град е обитаван до началото на VII век.

## Описание
В Лъгът са запазени крепостни стени на 5 m височина и каменни колони. Особено интересна е южната кула. Стената в Долния град е имала формата на продълговат многоъгълник, покриващ площ от 200 - 230 декара. Нейната зидария е различна, издавайки различните фази на изграждане и ремонт. Разпознаваема е елинистическата фаза с изостроителни издълбани каменни цокли, римската фаза с използването на обилни сполии и раннохристиянските поправки и допълнения, при които доминират недялани малки камъни в обилен варов разтвор. В края на V век, вероятно по времето на хунските набези, на уязвими места са издигнати укрепления.